# Rial Racing
Rial es una marca alemana de llantas de aleación ligera y también fue un equipo y constructor que compitió en Fórmula 1 en las temporadas 1988 y 1989.

## Historia

### Fórmula 1
Fue fundado por Günter Schmid, expropietario del equipo ATS que había dejado el campeonato en el 84. Rial debutó en F1 cuatro años más tarde, corriendo con un único monoplaza, pilotado por Andrea de Cesaris. Ese año logró sumar puntos en el Gran Premio del este de los Estados Unidos en Detroit: terminó cuarto detrás de los dos McLaren y de un Benetton.
El año 1989 vio a Rial competir con dos monoplazas, inicialmente uno para el debutante Volker Weidler y otro para Christian Danner que volvía de un año de correr en Turismos y habiendo competido por última vez en la F1 con el equipo Zakspeed en 1987. En ese año Danner acabó cuarto en el Gran Premio de los Estados Unidos. Después del Gran Premio de Canadá el equipo nunca más consiguió clasificar a un Gran Premio, tuvo que sustituir pilotos y, finalmente, problemas financieros que acarreaba pusieron fin a su estadía en Fórmula 1.

## Resultados

### Fórmula 1
(Clave) (negrita indica pole position) (cursiva indica vuelta rápida)

| Año         | Chasis | Motor                    | Neu. | Pilotos               | 1    | 2    | 3    | 4    | 5    | 6    | 7    | 8    | 9   | 10  | 11  | 12  | 13  | 14  | 15  | 16  | Puntos | Pos. |
| ----------- | ------ | ------------------------ | ---- | --------------------- | ---- | ---- | ---- | ---- | ---- | ---- | ---- | ---- | --- | --- | --- | --- | --- | --- | --- | --- | ------ | ---- |
| 1988        | ARC-01 | Ford Cosworth DFZ 3.5 V8 | G    |                       | BRA  | SMR  | MON  | MEX  | CAN  | USE  | FRA  | GBR  | GER | HUN | BEL | ITA | POR | ESP | JPN | AUS | 3      | 9.º  |
| 1988        | ARC-01 | Ford Cosworth DFZ 3.5 V8 | G    | Andrea de Cesaris     | Ret  | Ret  | Ret  | Ret  | 9    | 4    | 10   | Ret  | 13  | Ret | Ret | Ret | Ret | Ret | Ret | 8   | 3      | 9.º  |
| 1989        | ARC-02 | Ford Cosworth DFZ 3.5 V8 | G    |                       | BRA  | SMR  | MON  | MEX  | USA  | CAN  | FRA  | GBR  | GER | HUN | BEL | ITA | POR | ESP | JPN | AUS | 3      | 13.º |
| 1989        | ARC-02 | Ford Cosworth DFZ 3.5 V8 | G    | Christian Danner      | 14   | DNQ  | DNQ  | 12   | 4    | 8    | DNQ  | DNQ  | DNQ | DNQ | DNQ | DNQ | DNQ |     |     |     | 3      | 13.º |
| 1989        | ARC-02 | Ford Cosworth DFZ 3.5 V8 | G    | Gregor Foitek         |      |      |      |      |      |      |      |      |     |     |     |     |     | DNQ |     |     | 3      | 13.º |
| 1989        | ARC-02 | Ford Cosworth DFZ 3.5 V8 | G    | Bertrand Gachot       |      |      |      |      |      |      |      |      |     |     |     |     |     |     | DNQ | DNQ | 3      | 13.º |
| 1989        | ARC-02 | Ford Cosworth DFZ 3.5 V8 | G    | Volker Weidler        | DNPQ | DNPQ | DNPQ | DNPQ | DNPQ | DNPQ | DNPQ | DNPQ | EX  | DNQ |     |     |     |     |     |     | 3      | 13.º |
| 1989        | ARC-02 | Ford Cosworth DFZ 3.5 V8 | G    | Pierre-Henri Raphanel |      |      |      |      |      |      |      |      |     |     | DNQ | DNQ | DNQ | DNQ | DNQ | DNQ | 3      | 13.º |
| Referencia: |        |                          |      |                       |      |      |      |      |      |      |      |      |     |     |     |     |     |     |     |     |        |      |